# Triptamina
La triptamina es un alcaloide monoamina que se encuentra en plantas, hongos y animales. Contiene en su estructura un anillo indólico; está relacionada químicamente con el aminoácido triptófano, del cual deriva su nombre. La triptamina se encuentra como traza en el sistema nervioso de mamíferos y se cree que juega algún papel como neuromodulador o neurotransmisor.
La concentración de triptamina en el cerebro de rata es de unos 3,5 pmol/g.

## Plantas que contienen triptamina
Muchas plantas, si no todas, contienen pequeñas cantidades de triptamina como intermediario de la ruta biosintética de una hormona vegetal, el ácido indolacético (heteroauxina). Concentraciones muy elevadas pueden encontrarse en muchas especies de Acacia.
La triptamina actúa como plaguicida natural.

## Derivados de la triptamina
La triptamina es también el esqueleto de un grupo de compuestos conocidos colectivamente como triptaminas, muchos de ellos son biológicamente activos, incluyendo neurotransmisores y drogas psicodélicas.
Los componentes mejor conocidos de esta familia son la serotonina, un neurotransmisor importante, y la melatonina, una hormona implicada en la regulación de las funciones fisiológicas diarias. Las triptaminas alcaloides naturales se usan normalmente por sus propiedades psicotrópicas.
Por ejemplo, la psilocibina (extraída del hongo mágico Psilocybe cubensis) y la DMT (a partir de numerosas plantas, como la chacruna, utilizada en bebidas como la ayahuasca). Hay muchos compuestos sintéticos, como el sumatriptán usado como medicación contra la migraña. Las tablas siguientes contienen una amplia muestra de las triptaminas sustituidas.

Estructura general de las triptaminas sustituidas

El esqueleto de la triptamina también se puede identificar como parte de la estructura de compuestos más complejos, como por ejemplo LSD, ibogaina y yohimbina. Se han investigado en profundidad una docena de compuestos por Ann y Alexander Shulgin bajo el nombre de TiHKAL.
| Nombre corto       | Origen     | Rα     | R4  | R5       | RN1       | RN2       | Nombre completo                            |
| ------------------ | ---------- | ------ | --- | -------- | --------- | --------- | ------------------------------------------ |
| Bufotenina         | Natural    | H      | H   | OH       | CH3       | CH3       | 5-hidroxi-N,N-dimetiltriptamina            |
| DMT                | Natural    | H      | H   | H        | CH3       | CH3       | N,N-dimetiltriptamina                      |
| Melatonina         | Natural    | H      | H   | OCH3     | O=C-CH3   | H         | 5-metoxi-N-acetiltriptamina                |
| 5-MeO-DMT          | Natural    | H      | H   | OCH3     | CH3       | CH3       | 5-metoxi-N,N-dimetiltriptamina             |
| NMT                | Natural    | H      | H   | H        | H         | CH3       | N-metiltriptamina                          |
| Psilocibina        | Natural    | H      | PO4 | H        | CH3       | CH3       | 4-fosforiloxi-N,N-dimetiltriptamina        |
| Psilocina          | Natural    | H      | OH  | H        | CH3       | CH3       | 4-hidroxi-N,N-dimetiltriptamina            |
| Serotonina         | Natural    | H      | H   | OH       | H         | H         | 5-hidroxitriptamine                        |
| Nω-metilserotonina | Natural    | H      | H   | OH       | CH3       | H         | 5-hidroxi-N-methiltriptamina               |
| Triptófano         | Natural    | COOH   | H   | H        | H         | H         | α-carboxiltriptamina                       |
| AET                | artificial | CH2CH3 | H   | H        | H         | H         | α-ethiltriptamina                          |
| AMT                | artificial | CH3    | H   | H        | H         | H         | α-metiltriptamina                          |
| DET                | artificial | H      | H   | H        | CH2CH3    | CH2CH3    | N,N-dietiltriptamina                       |
| DiPT               | artificial | H      | H   | H        | CH(CH3)2  | CH(CH3)2  | N,N-diisopropiltriptamina                  |
| DPT                | artificial | H      | H   | H        | CH2CH2CH3 | CH2CH2CH3 | N,N-dipropiltriptamina                     |
| 5-MeO-AMT          | artificial | CH3    | H   | OCH3     | H         | H         | 5-metoxi-α-methiltriptamina                |
| 4-HO-DET           | artificial | H      | OH  | H        | CH2CH3    | CH2CH3    | 4-hidroxi-N,N-dietiltriptamina             |
| 4-HO-DIPT          | artificial | H      | OH  | H        | CH(CH3)2  | CH(CH3)2  | 4-hidroxi-N,N-diisopropiltriptamina        |
| 5-MeO-DIPT         | artificial | H      | H   | OCH3     | CH(CH3)2  | CH(CH3)2  | 5-metoxi-N,N-diisopropiltriptamina         |
| 4-HO-MET           | artificial |        |     |          |           |           | 4-hydroxy-N-methyl-N-ethyltryptamine       |
| 4-HO-MiPT          | artificial | H      | OH  | H        | CH(CH3)2  | CH3       | 4-hidroxi-N-isopropil-N-metiltriptamina    |
| Sumatriptan        | artificial | H      | H   | SO2NHCH3 | CH3       | CH3       | 5-metilaminosulfonil-N,N-dimetiltriptamina |
| Nombre corto       | Origen     | Rα     | R4  | R5       | RN1       | RN2       | Nombre completo                            |

## Síntesis
La síntesis de triptamina de Abramovitch-Shapiro es una reacción orgánica para la síntesis de triptaminas a partir de β-Carbolina